# Adriana (football, 1996)
Pour les articles homonymes, voir Adriana (homonymie).
Adriana Leal da Silva, surnommée Adriana ou Maga, née le 17 novembre 1996 à União, est une footballeuse internationale brésilienne. Elle évolue actuellement au poste d'attaquante.

## Biographie

### En club
Adriana commence sa carrière à Flamengo-PI, avant de rejoindre Tiradentes, où elle gagne son surnom Maga, sorcière en français. À 16 ans, elle affronte Rio Preto en demi-finale de championnat, à la suite de quoi le club pauliste la recrute. Elle signe ensuite pour les Corinthians.

### En sélection
En 2016, une blessure l'empêche de participer à la coupe du monde des moins de 20 ans. En 2019, elle se blesse au ligament croisé juste avant la coupe du monde en France. Son genou est à nouveau blessé avant les Jeux olympiques 2020. En 2023, elle participe enfin à son premier tournoi mondial avec la coupe du monde en Australie.

## Palmarès
Corinthians
- Championnat du Brésil (4) :
  - Championne en 2018, 2020, 2021 et 2022
- Supercoupe du Brésil (1) :
  - Vainqueure en 2022
- Copa Libertadores (1) :
  - Vainqueure en 2021
- Championnat de São Paulo (3) :
  - Championne en 2019, 2020 et 2021